# Milicia

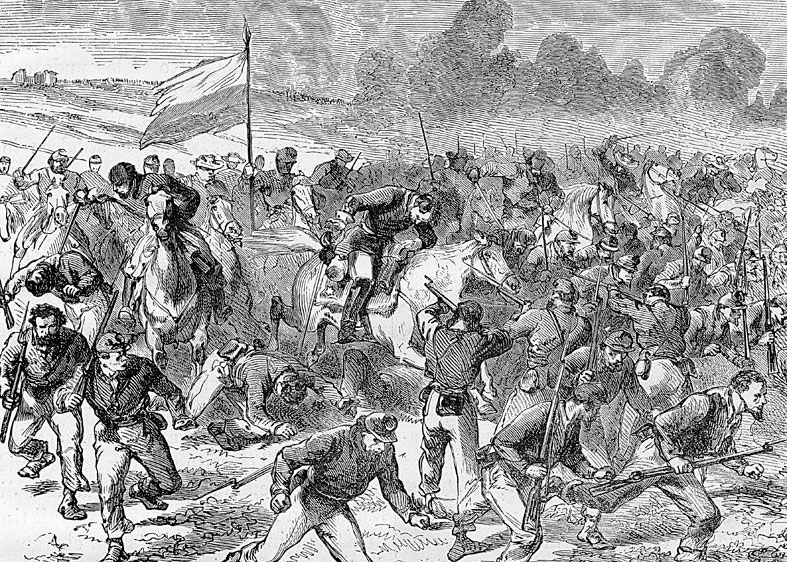
Milicia ecuatoriana en una batalla, 1820.

En español, milicia puede referirse a hacer la guerra y disciplinar a los soldados para ella, al servicio o profesión militar o a un conjunto de tropa o gente de guerra.
Sin embargo, el término milicia se ha utilizado también, en un sentido más restringido, para referirse a una fuerza militar compuesta solamente de ciudadanos, los cuales se dedican a la defensa de su pueblo o nación, la aplicación de la ley de emergencia, o para militares de servicios, en momentos de emergencia, y que no reciben ningún salario regular ni se han comprometido a un plazo fijo de servicio. Se trata de una polisemia con múltiples significados distintos pero relacionados.
En general, una milicia es el grupo formado por la unión de civiles normales que se organizan para proporcionar defensa o servicios paramilitares a una causa o región, sin recibir paga de forma regular o estar adscritos a la misma por un período prefijado (a diferencia de un soldado regular), y de forma voluntaria (a diferencia de los miembros de una leva o reemplazo obligatorio). El miembro de uno de estos grupos es, por extensión, un miliciano.
La milicia puede comportarse ocasionalmente como ejército regular o como guerrilla, según la relación de fuerzas que tenga con cada oponente en concreto.

## Etimología

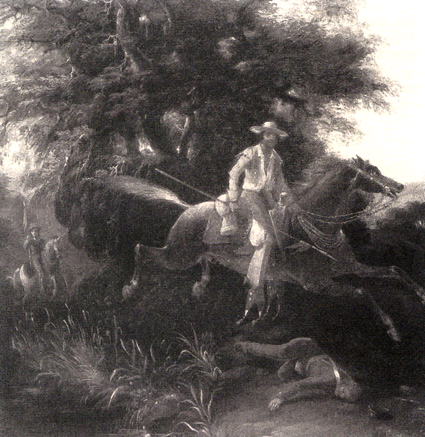
Guerrilla mexicana.

El término milicia proviene de raíces latinas 
- miles /miːles/: soldado[2]
- -itia /iːtia/: un estado, actividad, cualidad o condición de ser[3][4]
- militia /mil:iːtia/: servicio militar[2]

## Significados
En la decisión de 2008 de la Corte Suprema de Justicia en el Distrito de EE. UU. Columbia v. Heller, se discutió la definición de derecho de la "milicia", empleado en la jurisprudencia norteamericana. El dictamen de la Corte hace explícito, en su obiter dicta, que el término "milicia", tal como se utiliza en la época colonial en esta decisión originalistas, incluye tanto la milicia organizada por el gobierno federal y las milicias organizadas ciudadanos de los distintos Estados: "... la "milicia" en la América colonial consistía en un subconjunto de "la people'-los que eran hombres sin discapacidad, y dentro de un rango de edad determinado" ... A pesar de la milicia se compone de todos los hombres sanos, la milicia organizada por el gobierno federal puede consistir en un subconjunto de ellos "
La palabra puede tener varios significados dependiendo de su contexto. Los significados legales e históricos de milicia incluyen:
- Actividad o servicio de defensa de una comunidad, su territorio, habitantes, propiedades y leyes.[5]
- El conjunto de la población disponible para ser llamada a las armas en una comunidad, pueblo, región o estado.
  - Un subconjunto de estos que pueden ser legalmente penalizado por no responder a una llamada de seguimiento.
  - Un subconjunto de estos que en realidad responde a una llamada de seguimiento, independientemente de la obligación legal.
- Un ejército de reserva oficial, compuesto por ciudadanos soldados; puede recibir distintos nombres según las leyes o costumbres del país, como fuerza de reserva militar o Guardia Nacional.
- Las fuerzas nacionales de policía de un país, sobre todo en los antiguos estados socialistas como la URSS o los exmiembros del Pacto de Varsovia (véase Militsia).

En cualquiera de estos casos, una milicia es distinta de un ejército regular. Puede servir para suplementar las fuerzas armadas, o puede oponerse a ellas, por ejemplo, como resistencia a un golpe de Estado militar. En algunas circunstancias, los "enemigos" contra los que se moviliza una milicia pueden ser oponentes políticos locales del gobierno, huelguistas o revolucionarios (como por ejemplo los Freikorps). En otros casos, las funciones o incluso la existencia de una milicia son controvertidas. Por esas razones, es habitual que se apliquen restricciones legales a la movilización o uso de una milicia.
También el uso del término milicia (y por extensión miliciano) puede ser muy controvertido. Cuando se da el caso de que un grupo de ciudadanos se rebela contra el gobierno de su país (o el de una fuerza invasora), los ciudadanos armados pueden calificarse a sí mismos como milicia, mientras las fuerzas regulares a las que se oponen hablarán de terroristas o bandidos.
La milicia de la palabra se remonta al menos a 1590 cuando se registró en un libro de Sir John Smythe (Reino Unido), ciertos discursos militares, con el significado: una fuerza militar, un cuerpo de soldados y de los asuntos militares, un organismo de la disciplina militar.

## Tipos de milicias
Se pueden distinguir los siguientes tipos de milicias:
- Milicia auxiliar. Se llamaba así a la que en determinados casos acudía al socorro de los romanos y cuya disciplina era poco severa.
- Milicia estacionaria o presidial. La destinada especialmente entre los romanos a guarnecer los puntos militares, pero que no se excluía por esto de salir a campaña. Tenía las mismas prerrogativas que la legítima.
- Milicia nacional. Conjunto de cuerpos sedentarios de organización militar, compuestos de individuos del orden civil e instituidos por diversas leyes políticas de la monarquía española para defensa del sistema constitucional.
- Milicia provincial. Cuerpos de infantería de reserva organizados con reclutas sorteados en las ciudades, villas y otros lugares.
- Milicia tumultuaria. Milicia local que venía a ser una especie de ejército de reserva entre los romanos.
- Milicia urbana. En cierto tiempo se llamó así a la milicia nacional.
- Milicias provinciales. Se denominaban así a las reservas de soldados que, habiendo cesado en el servicio activo, permanecían en sus hogares mientras no se les llamaba para tomar nuevamente las armas. En algunos países se les llamaba milicias territoriales por ser su misión principal la defensa del territorio en que se hallan, en caso de invasión enemiga.[6]

## Títulos relacionados
- Conde de la milicia. Oficial de los emperadores griegos y latinos ministro de la Guerra.
- Maestre de la milicia. Título que llevaron los magistrados anuales de Venecia desde el año 737 al 741. Después de aquella época tomaron el nombre de dux.
- Maestre general de la milicia. Cargo militar creado por Constantino. Había dos maestres generales de la milicia, cada uno de los cuales tenía a sus órdenes a dos maestres de caballería y dos de la infantería.[6]